# Euplexia exangulata
Euplexia exangulata là một loài bướm đêm trong họ Noctuidae.